# XVI Congresso del Partito Socialista Italiano
Il XVI Congresso del Partito Socialista Italiano si tenne a Bologna dal 5 all'8 ottobre 1919. L'assemblea votò per acclamazione l'adesione del partito all'Internazionale Comunista, ratificando quanto deliberato dalla Direzione a marzo, pochi giorni dopo la costituzione dell'organismo sovranazionale.

## Dibattito congressuale
Considerato superato il vecchio Programma di Genova, nell'assise si fronteggiarono tre mozioni: quella dei massimalisti che erano maggioritari nel partito, quella del segretario nazionale Lazzari (su cui confluirono i riformisti di Turati) e quella della minoranza intransigente di Bordiga:
1. la mozione dei massimalisti di Giacinto Menotti Serrati, che avevano come obiettivo immediato la creazione di una repubblica socialista su modello sovietico[3], si distingueva da quella di Amadeo Bordiga per pochi particolari, infatti sia Serrati che Bordiga proponevano l'adesione del partito alla Terza Internazionale[4]; tuttavia, mentre i massimalisti di Serrati ritenevano che la rivoluzione fosse comunque inevitabile e l'attendevano passivamente[5], l'estrema sinistra di Bordiga, in polemica con i massimalisti, e in modo più coerente con l'esempio sovietico, riteneva doveroso impegnarsi attivamente per la riuscita della rivoluzione[6].
2. la mozione di Costantino Lazzari, che concordava con Serrati sull'obiettivo finale della rivoluzione proletaria da raggiungersi con l'"azione rivoluzionaria"[7] e l'abbattimento del sistema democratico, riaffermava il principio secondo cui nel partito dovevano continuare ad avere cittadinanza anche i riformisti. La mozione di Lazzari era l'unica a non citare espressamente la Rivoluzione d'ottobre e la Terza Internazionale[8] anche se nel suo intervento congressuale la rivoluzione veniva definita come «la via che dobbiamo seguire anche a costo di essere ritenuti noi, socialisti italiani, i bolscevichi del nostro paese»[8]. In ogni caso Lazzari dopo le reiterate proposte di ricorrere alla violenza per abbattere lo Stato borghese ribadì la necessità di ricorrere esclusivamente ai metodi legali[9].
3. la mozione di Amadeo Bordiga, che aderente ai principi della Rivoluzione d'ottobre, in cui vedeva la corretta rotta che avrebbe dovuto seguire il Partito Socialista Italiano, proponeva di cambiare il nome del partito con quello di "Partito Comunista" e di espellerne i socialisti riformisti di Turati[10]. Infatti Bordiga, convinto dell'incompatibilità tra socialismo e democrazia[11], dato che «il proletariato poteva davvero impadronirsi del potere politico solo strappandolo alla minoranza capitalista con la lotta armata, con l'azione rivoluzionaria»[12], riteneva che il partito non avrebbe dovuto partecipare alle elezioni. La sua corrente fu detta "comunista astensionista"[13].

## Esiti della votazione

### L'affermazione del massimalismo

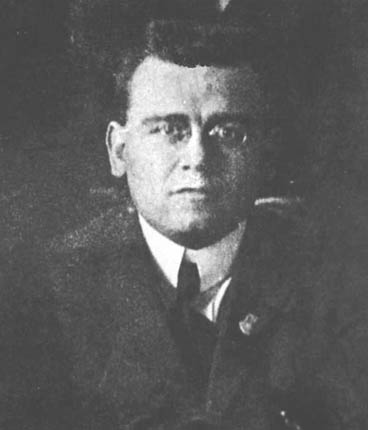
Amadeo Bordiga fu il vincitore morale del congresso, infatti molte sue tesi furono assunte dalla maggioritaria corrente massimalista

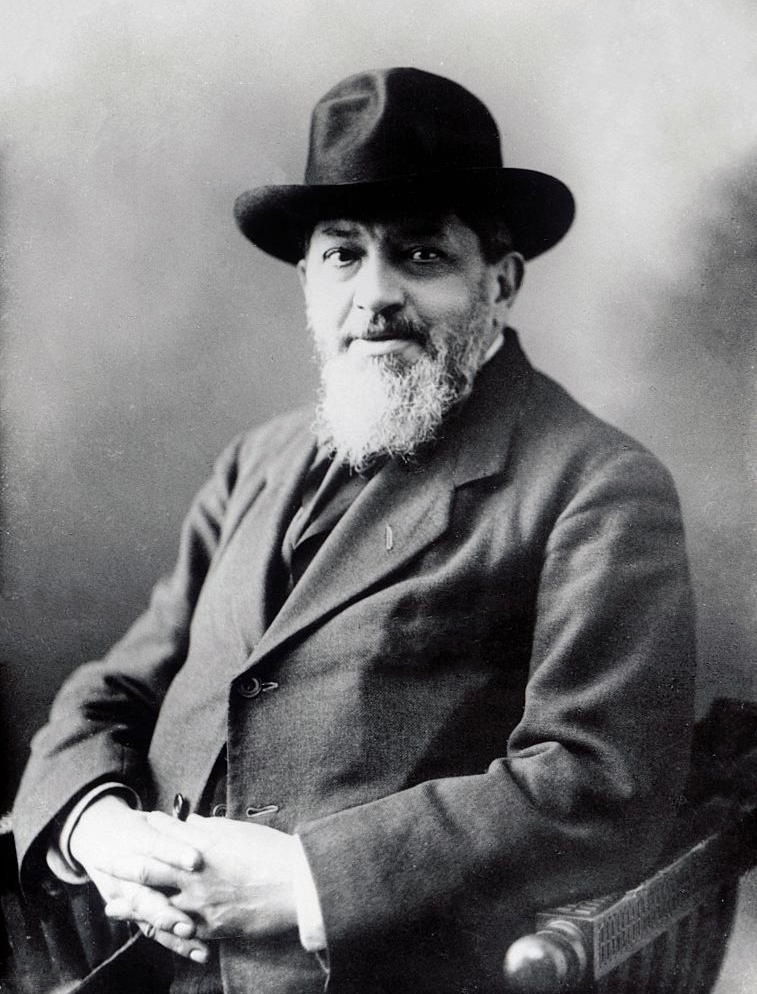
Filippo Turati nel 1920

Delle tre mozioni, fu quella "massimalista elezionista" di Serrati a ottenere la maggioranza assoluta dei voti e a esprimere la direzione del partito; la minoritaria corrente riformista (i cui esponenti principali erano Filippo Turati e Claudio Treves), che non credeva nella possibilità di uno sbocco rivoluzionario della crisi, fece confluire i suoi voti sulla mozione di Lazzari. Ma l'approvazione avvenuta all'unanimità dell'adesione alla Terza Internazionale pose in sostanza i socialisti riformisti fuori dal partito.
Due furono sostanzialmente le novità introdotte nel Congresso bolognese: innanzitutto si individuò come punto di riferimento concreto la Rivoluzione d'ottobre elemento che prima mancava. Accettandone anche tutti i previsti sviluppi successivi destinati a sfociare nel bolscevismo. Si accettarono inoltre della Rivoluzione d'ottobre anche la soppressione del Parlamento e la dittatura del proletariato in Russia. Le poche voci discordi furono quelle dei socialisti riformisti guidati da Filippo Turati ma che furono sconfitti da una mozione di Serrati che impegnava il Partito Socialista Italiano a ergersi difensore dei Soviet. Inoltre la crisi delle democrazie indicava, secondo i socialisti, come l'unica soluzione da perseguirsi fosse quella rivoluzionaria che portava al socialismo e il modo per raggiungerla fosse la guerra civile.
(Giacinto Menotti Serrati rivolto ai riformisti di Filippo Turati)
La contestazione alla classe borghese, di cui la guerra era considerata un'espressione, all'interno del Partito si spinse a richiedere l'espulsione dei socialisti che erano stati interventisti o volontari di guerra. Il deputato Mario Cavallari, con un passato di interventista e di volontario di guerra era già stato espulso ad agosto. Al di fuori invece si decise di escludere in qualsiasi modo ogni rapporto con tutti i partiti non socialisti.
Notevole, inoltre, fu l'accettazione del ricorso alla violenza, considerata come necessaria "levatrice della storia". Nel congresso di Bologna questo mutamento venne ufficialmente rivendicato e soprattutto questa deriva sancì la vittoria del massimalismo che puntava non a una vittoria elettorale quanto all'abbattimento dello stato borghese per poter creare la Repubblica socialista.

### Le critiche riformiste e astensioniste
I riformisti, per bocca di Filippo Turati, parlarono di una «infatuazione mitica» per il bolscevismo che si era impadronita del partito e che allontanava le classi proletarie dalla rivoluzione, mantenendole nell'«aspettazione messianica del miracolo violento» e distogliendole «dal lavoro assiduo e pensoso di conquista graduale che è la sola rivoluzione». 
Critiche altrettanto dure alla linea massimalista vennero dalla sinistra del PSI: Amadeo Bordiga diede infatti vita ad una frazione, detta astensionista, che sosteneva la necessità di porsi in totale antitesi col sistema borghese rifiutando di partecipare alle elezioni. Bordiga richiese inoltre che fosse dichiarata incompatibile la presenza nel partito di coloro che si consideravano contrari alla rivoluzione armata, trovando l'opposizione di Giacinto Menotti Serrati e della maggioranza massimalista, indisponibile ad assumersi «la responsabilità della scissura».

## Sviluppi successivi
Le tesi approvate nel Congresso di Bologna non giungevano nuove ma in realtà erano il frutto di un lungo processo iniziato già da alcuni anni e che aveva visto aumentare i consensi dei massimalisti e quindi si deliberò in base a ciò che già da mesi era nell'aria. Il Partito Socialista Italiano dopo Bologna si staccò nettamente dalla tradizione risorgimentale, cui pure aveva partecipato, mettendo in difficoltà anche i politici socialisti che in diverse città erano stati chiamati ad amministrare. L'isolamento della formazione politica, con le nuove deliberazioni, divenne totale. Nessuna delle sue correnti, pur richiamandosi più o meno genericamente all'esigenza di superare il capitalismo e instaurare il socialismo, seppe proporre alcun obiettivo concreto e immediato alle lotte in cui erano frattanto impegnati il movimento operaio e quello contadino, i quali rimasero pertanto sostanzialmente privi, durante tutto il biennio rosso, di un'efficace direzione politica. In particolare, è stata spesso sottolineata l'inettitudine della direzione massimalista, la quale diede prova di un estremismo solamente verbale e di un rivoluzionarismo velleitario che non riuscì mai a far seguire alle parole i fatti..
(Angelo Tasca)